# Satriano di Lucania
Satriano di Lucania község (comune) Olaszország Basilicata régiójában, Potenza megyében.

## Fekvése
A megye nyugati részén fekszik. Határai: Brienza, Sant’Angelo Le Fratte, Sasso di Castalda, Savoia di Lucania és Tito.

## Története
A település neve 1887-ből származik. Addig Pietrafesa vagy Pietrafixa néven volt ismert. A település 1420-1430-ban népesült be, amikor II. Johanna nápolyi királynő parancsára elpusztították a szomszédos Satrianumot.

## Népessége
A népesség számának alakulása:

## Főbb látnivalói
- Madonna Assunta-templom
- San Pietro Apostolo-templom
- San Giovanni Battista-kápolna